# Ancherythroculter
Ancherythroculter és un gènere de peixos de la família dels ciprínids i de l'ordre dels cipriniformes.

## Taxonomia
- Ancherythroculter daovantieni (Banarescu, 1967)[3][4]
- Ancherythroculter kurematsui (Kimura, 1934)[5]
- Ancherythroculter lini (Luo, 1994)[6][7]
- Ancherythroculter nigrocauda (Yih & Wu, 1964)[8][9]
- Ancherythroculter wangi (Tchang, 1932)[10][11][12][13][14][15][16]